# Маревиль
Маревиль (бел. Маравіль) — агрогородок в Берёзовском районе Брестской области Белоруссии, в составе Сигневичского сельсовета. Население — 589 человек (2019).

## География
Агрогородок находится в 15 км к юго-западу от города Берёза. Местность принадлежит к бассейну Днепра, вокруг села существует сеть мелиоративных канав со стоком в канал Винец, а оттуда — в Ясельду. Канал Винец отделяет Маревиль от расположенного на другом берегу центра сельсовета — агрогородка Сигневичи. Через деревню проходит автодорога Сигневичи — Антополь. В 18 км от агрогородка расположена ж/д станция Берёза-Картузская на магистрали Минск — Брест.

## История
В середине XIX века Маревиль был фольварком в составе поместья Сигневичи, принадлежал Ромуальду Нейгоф-Лею, который построил здесь деревянный дом с мансардой (в советское время перестроен). Был заложен парк. В конце XIX века село входило в состав Ревятичской волости Пружанского уезда Гродненской губернии.
С 1915 года оккупирована германскими войсками, с 1919 года до июля 1920 года и с августа 1920 года — войсками Польши. Согласно Рижскому мирному договору (1921) село вошло в состав гмины Ревятичи Пружанского повета Полесского воеводства межвоенной Польши, с 1932 года в гмине Сигневичи. 
С 1939 года в составе БССР. В 1941—1944 годах оккупирован немецко-фашистскими захватчиками.

## Население
| Численность населения (по годам) | Численность населения (по годам) | Численность населения (по годам) | Численность населения (по годам) | Численность населения (по годам) | Численность населения (по годам) | Численность населения (по годам) | Численность населения (по годам) | Численность населения (по годам) | Численность населения (по годам) |
| 1897                             | 1905                             | 1924                             | 1940                             | 1959                             | 1970                             | 1999                             | 2005                             | 2009                             | 2019                             |
| -------------------------------- | -------------------------------- | -------------------------------- | -------------------------------- | -------------------------------- | -------------------------------- | -------------------------------- | -------------------------------- | -------------------------------- | -------------------------------- |
| 36                               | ↗38                              | ↘8                               | →8                               | ↗127                             | ↗335                             | ↗812                             | ↘765                             | ↘688                             | ↘589                             |